# باب جناح النورس

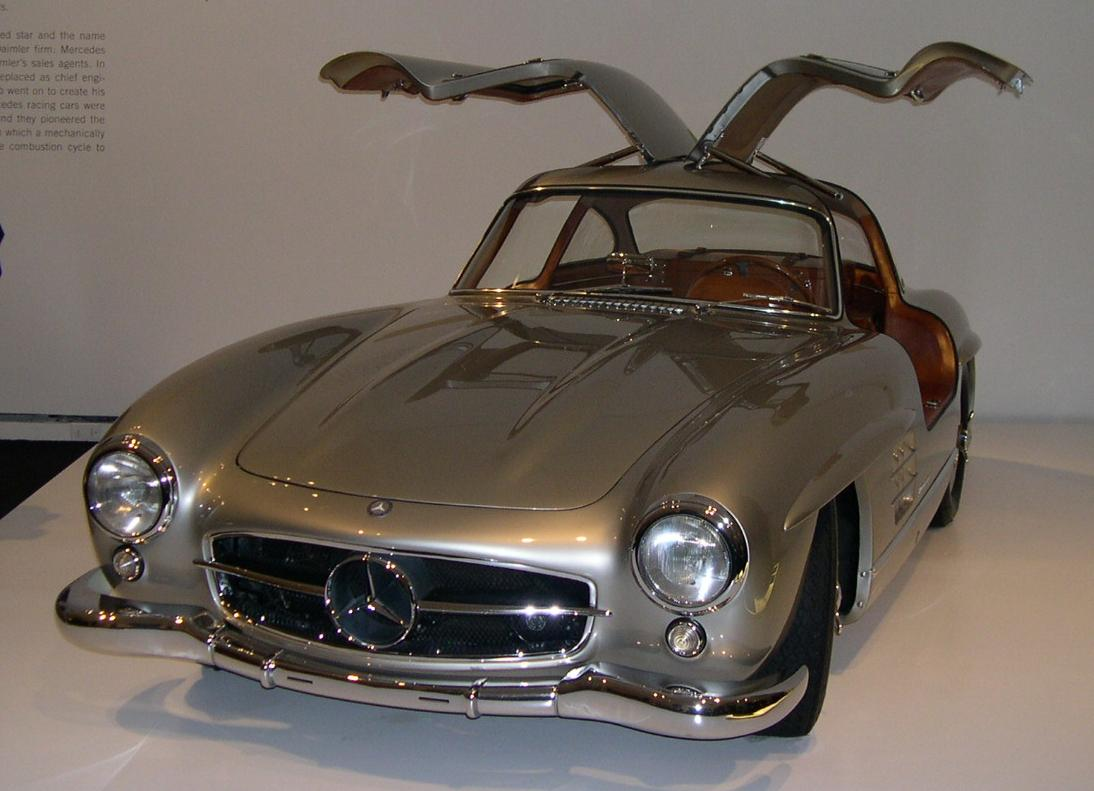
مرسيدس بنز 300 إس إل

في صناعة السيارات، يُعرف باب جناح النورس، المعروف أيضًا باسم باب جناح الصقر أو الباب الصاعد، بأنه باب سيارة يتم تثبيته على السقف بدلاً من الجانب، استخدمته مرسيدس-بنز على سياراتها من طراز 300 SL. صمم هذا الباب لأول مرة من قبل ماكسويل جيمس هاريس لسيارة سباق في عام 1952 (W194 [الإنجليزية])، ومن ثم لسيارة رياضية في عام 1954.
يفتح الباب للأعلى، مما يجعله يُشبه أجنحة طائر النورس. في اللغة الفرنسية، يُطلق عليه اسم portes papillon (أبواب الفراشة). صمم باب الفراشة بواسطة جان بوغاتي لسيارة تايب 64 لعام 1939، أي قبل 14 عامًا من إنتاج مرسيدس-بنز لباب 300 SL الشهير. يُعتبر باب الفراشة مقدمة لتصميم باب جناح النورس، ولكنه يختلف قليلاً في هيكليته، وغالبًا ما يتم التغاضي عنه عند مناقشة تصميم أبواب جناح النورس. عادةً ما تكون أبواب السيارات التقليدية مثبتة بمفصلات عند الحافة الأمامية للباب، وتفتح للخارج بشكل أفقي.
بالإضافة إلى سيارة مرسيدس-بنز 300 SL في منتصف الخمسينيات، وسيارة مرسيدس-بنز SLS، والسيارة التجريبية مرسيدس-بنز C111 في أوائل السبعينيات، تُعد سيارات بريكلاين SV-1 من السبعينيات، وديلوريان دي إم سي-12 من الثمانينيات، وتسلا موديل X من العقد الثاني للألفية من أبرز الأمثلة على السيارات المزودة بأبواب جناح النورس. كما تم استخدام أبواب جناح النورس في تصاميم الطائرات، مثل سلسلة الطائرات سوكاتا TB [الإنجليزية] ذات المحرك الواحد والمقاعد الأربعة المصنوعة في فرنسا.

## اعتبارات عملية

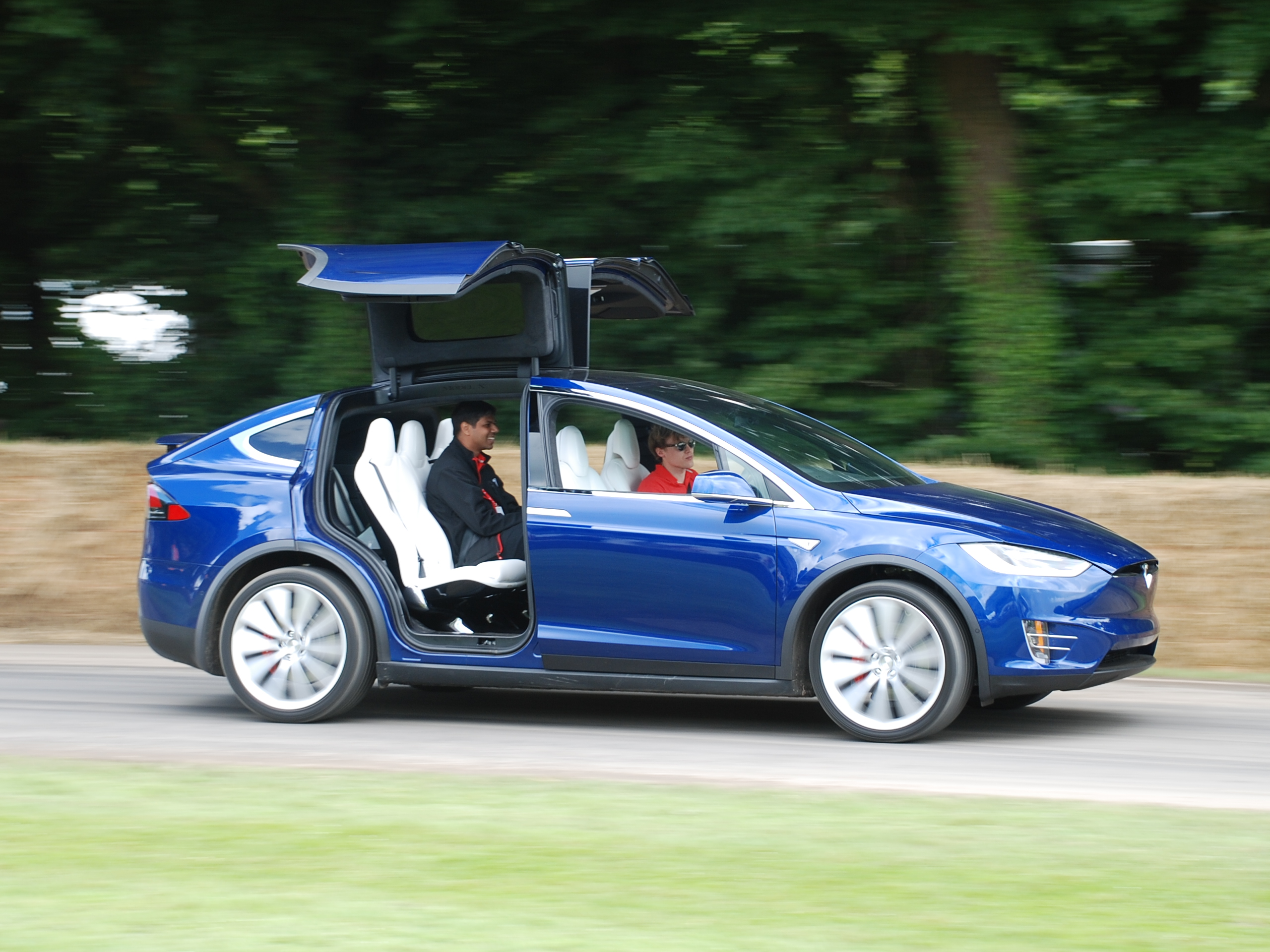
سيارة تيسلا موديل X التي تحتوي على أبواب أجنحة الصقر ذات المفصلات المزدوجة.

يعتبر هذا التصميم عمليًا جدًا في أماكن وقوف السيارات الحضرية الضيقة. تتطلب هذه الأبواب مساحة جانبية قليلة للفتح (حوالي 27.5 سم أو 11 بوصة في سيارة ديلوريان) عند تصميمها وموازنتها بشكل صحيح وتسمح بالدخول والخروج أفضل بكثير من الأبواب التقليدية. العيب الأكثر وضوحًا لأبواب جناح النورس هو أنه في حالة انقلاب السيارة واستقرارها على سقفها، سيكون الخروج من الأبواب مستحيلًا، مما يتطلب وجود فتحة زجاج أمامي كبيرة للهروب. حلت سيارة مرسيدس SLS هذه المشكلة بتركيب مسامير متفجرة في المفصلات، تنفجر إذا انقلبت السيارة، مما يؤدي إلى سقوط الباب بالكامل.
تضمنت سيارة فولفو YCC (وهي سيارة صممت خصيصا للنساء) أبواب جناح النورس لتسهل رفع الحقيبة لتخزينها خلف مقعد السائق، وتزيد الرؤية فوق كتف السائق، وتسهل الدخول والخروج من السيارة.
تتميز سيارة تسلا موديل X، التي تم تقديمها في عام 2015، بأبواب جناح النورس مزدوجة المفصلات، والتي تسميها تسلا أبواب جناح الصقر. تحتوي موديل X على عدة اعتبارات تصميمية لجعل الأبواب أكثر عملية. كونها مزدوجة المفصلات يسمح لها بالفتح مع مساحة خلوص أقل (أفقية وعمودية) مما قد يكون مطلوبًا بخلاف ذلك. تحتوي السيارة أيضًا على مستشعرات لتحديد ارتفاع السقف ووجود العوائق المحتملة ولتحديد كيفية عمل المفصلات لفتح الأبواب وتجنب العوائق إن أمكن.

## الأنواع
فيما يلي قائمة (جزئية) للسيارات الإنتاجية والمجهزة بأبواب أجنحة النورس:
- أبولو إنتينسا إيموزيوني
- أستون مارتن فالكيري
- أوتوزام إيه زد-1 (سوزوكي كارا)
- بريكلاين إس في-1
- بريستول فايتر
- دي لوريان دي إم سي
- غامبرت أبولو
- إيسديرا كومينداتور 112 آي
- ميلكوس آر إس 1000
- ميلكوس آر إس 2000
- مرسيدس-بنز 300 إس إل
- مرسيدس-بنز إس إل إس إيه إم جي
- باغاني هوايرا
- بورشه 906
- تسلا موديل إكس (أبواب الركاب الخلفية فقط)
- نانوفلوسيل (كونت أي، كونت إف)
- بوغاتي أتلانتيك تايب 64
- كودياك إف 1
- هوفستيتر تيربو
- ثورينر آر إس (إن إس يو)
- هيفي إكس (أبواب الركاب الخلفية فقط)